# 裂叶华西委陵菜
裂叶华西委陵菜（学名：Potentilla potaninii var. compsophylla）为蔷薇科委陵菜属下的一个变种。

## 扩展阅读
- 維基物種上的相關：裂叶华西委陵菜